# Lijst van geregistreerde aanduidingen voor Provinciale Statenverkiezingen (Overijssel)
Hieronder staat een lijst van geregistreerde aanduidingen voor Provinciale Statenverkiezingen in de Nederlandse provincie Overijssel.
Het stelsel dateert van 1989 (het jaar van inwerkingtreding van de Kieswet). De aanduidingen worden door het centraal stembureau van de provincie in een register ingeschreven; zij worden vervolgens gepubliceerd in de Staatscourant.
Een organisatie die een aanduiding heeft laten registreren in het landelijke register voor de Tweede Kamerverkiezingen is tevens gerechtigd met deze aanduiding zonder nadere registratie deel te nemen aan verkiezingen voor de Provinciale Staten.
Een organisatie die een aanduiding heeft laten registreren in het provinciale register is tevens gerechtigd met deze aanduiding zonder nadere registratie deel te nemen aan gemeenteraadsverkiezingen in die provincie.
Kleurcodering
-  is in de zittingsperiode 2019-2023 vertegenwoordigd in de Provinciale Staten van Overijssel;
-  is in het verleden vertegenwoordigd geweest in de Provinciale Staten;
-  heeft deelgenomen aan verkiezingen voor de Provinciale Staten zonder een zetel te behalen;
-  heeft niet deelgenomen aan verkiezingen voor de Provinciale Staten;[b]
-  is ingeschreven ná de laatst gehouden verkiezingen voor de Provinciale Staten.

| Registratie- nummer | Huidige of laatste aanduiding       | Vorige aanduiding(en) | Ingeschreven     | Geschrapt     |
| ------------------- | ----------------------------------- | --------------------- | ---------------- | ------------- |
| -                   | LOGO (lok. onafh. groep Overijssel) |                       | [ c ]            | 10 juni 1999  |
| -                   | LEEFBAAR OVERIJSSEL                 |                       | 8 december 1998  | 11 maart 2003 |
| -                   | LEEFBAAR OVERIJSSEL                 |                       | 12 december 2006 | 22 maart 2011 |
| -                   | StemNL                              |                       | 17 december 2014 | augustus 2017 |
| -                   | LOKAAL OVERIJSSEL                   |                       | 17 december 2014 | [ d ]         |
| 1                   | Alliantie                           |                       | 21 december 2022 |               |
| 2                   | AWP voor water, klimaat en natuur   |                       | 21 december 2022 |               |
| 3                   | Samen Lokaal Twente                 |                       | 21 december 2022 |               |